# Oak Park Heights, Minnesota
Oak Park Heights là một thành phố thuộc quận Washington, tiểu bang Minnesota, Hoa Kỳ. Năm 2010, dân số của thành phố này là 4339 người.

## Dân số
- Dân số năm 2000: 3957 người.
- Dân số năm 2010: 4339 người.